# Pseudohyaleucerea trigutta
Pseudohyaleucerea trigutta är en fjärilsart som beskrevs av Walker 1854. Pseudohyaleucerea trigutta ingår i släktet Pseudohyaleucerea och familjen björnspinnare. Inga underarter finns listade.